# Wimbledon 2001
De 115e editie van het Britse grandslamtoernooi, Wimbledon 2001, werd gehouden van maandag 25 juni tot en met maandag 9 juli 2001. Voor de vrouwen was het de 108e editie van het graskampioenschap. Het toernooi werd gespeeld bij de All England Lawn Tennis and Croquet Club in de wijk Wimbledon van de Britse hoofdstad Londen. Vanwege de hevige regenval op de finaledag (zondag 8 juli) van de mannenenkelspelfinale, werd deze verplaatst naar maandag 9 juli.
Op de eerste zondag tijdens het toernooi (Middle Sunday) werd traditioneel niet gespeeld.
Het toernooi van 2001 trok 490.081 toeschouwers.

## Belangrijkste uitslagen
Mannenenkelspel

Finale: Goran Ivanišević (Kroatië) won van Patrick Rafter (Australië) met 6-3, 3-6, 6-3, 2-6, 9-7
Vrouwenenkelspel

Finale: Venus Williams (Verenigde Staten) won van Justine Henin (België) met 6-1, 3-6, 6-0
Mannendubbelspel

Finale: Donald Johnson (Verenigde Staten) en Jared Palmer (Verenigde Staten) wonnen van Jiří Novák (Tsjechië) en David Rikl (Tsjechië) met 6-4, 4-6, 6-3, 7-6
Vrouwendubbelspel

Finale: Lisa Raymond (Verenigde Staten) en Rennae Stubbs (Australië) wonnen van Kim Clijsters (België) en Ai Sugiyama (Japan) met 6-4, 6-3
Gemengd dubbelspel

Finale: Daniela Hantuchová (Slowakije) en Leoš Friedl (Tsjechië) wonnen van Liezel Huber (Zuid-Afrika) en Mike Bryan (Verenigde Staten) met 4-6, 6-3, 6-2
Meisjesenkelspel

Finale: Angelique Widjaja (Indonesië) won van Dinara Safina (Rusland) met 6-4, 0-6, 7-5
Meisjesdubbelspel

Finale: Gisela Dulko (Argentinië) en Ashley Harkleroad (Verenigde Staten) wonnen van Christina Horiatopoulos (Australië) en Bethanie Mattek (Verenigde Staten) met 6-3, 6-1
Jongensenkelspel

Finale: Roman Valent (Zwitserland) won van Gilles Müller (Luxemburg) met 3-6, 7-5, 6-3
Jongensdubbelspel

Finale: Frank Dancevic (Canada) en Giovanni Lapentti (Ecuador) wonnen van Bruno Echagaray (Mexico) en Santiago González (Mexico) met 6-1, 6-4

## Toeschouwersaantallen en bezoekerscapaciteit
|           |        | Eerste week |         | Tweede week |         | Derde week |
| --------- | ------ | ----------- | ------- | ----------- | ------- | ---------- |
| Maandag   |        | 39.330      |         | 41.236      |         | 13.370     |
| Dinsdag   | 41.320 | 38.375      |         |             |         |            |
| Woensdag  | 41.146 | 36.969      |         |             |         |            |
| Donderdag | 41.440 | 30.120      |         |             |         |            |
| Vrijdag   | 40.834 | 28.813      |         |             |         |            |
| Zaterdag  | 40.043 | 27.770      |         |             |         |            |
| Zondag    | –      | 29.315      |         |             |         |            |
| Totaal    |        | 490.081     | 490.081 | 490.081     | 490.081 | 490.081    |

|  | = slecht weer (meer dan twee uur niet gespeeld) |
|  | = gehele dag niet gespeeld, vanwege de regen    |

| Baan                           | Zitplaatsen                    | Staanplaatsen                  |                                | Baan                           | Zitplaatsen |
| ------------------------------ | ------------------------------ | ------------------------------ | ------------------------------ | ------------------------------ | ----------- |
| Centre Court                   | 13.806                         | –                              |                                | Court No. 10                   | –           |
| Court No. 1                    | 11.428                         | –                              | Court No. 11                   | 162                            |             |
| Court No. 2                    | 2.220                          | 770                            | Court No. 12                   | –                              |             |
| Court No. 3                    | 800                            | –                              | Court No. 13                   | 1.541                          |             |
| Court No. 4                    | –                              | –                              | Court No. 14                   | 318                            |             |
| Court No. 5                    | –                              | –                              | Court No. 15                   | 318                            |             |
| Court No. 6                    | 250                            | –                              | Court No. 16                   | 318                            |             |
| Court No. 7                    | 250                            | –                              | Court No. 17                   | 318                            |             |
| Court No. 8                    | –                              | –                              | Court No. 18                   | 788                            |             |
| Court No. 9                    | –                              | –                              |                                | Court No. 19                   | 306         |
| Totaal zitplaatsen             | Totaal zitplaatsen             | Totaal zitplaatsen             | Totaal zitplaatsen             | Totaal zitplaatsen             | 32.823      |
| Totaal staanplaatsen           | Totaal staanplaatsen           | Totaal staanplaatsen           | Totaal staanplaatsen           | Totaal staanplaatsen           | 770         |
|                                |                                |                                |                                |                                |             |
| Bezoekerscapaciteit tennispark | Bezoekerscapaciteit tennispark | Bezoekerscapaciteit tennispark | Bezoekerscapaciteit tennispark | Bezoekerscapaciteit tennispark | 34.500      |

1877 · 1878 · 1879 · 1880 · 1881 · 1882 · 1883 · 1884 · 1885 · 1886 · 1887 · 1888 · 1889 · 1890 · 1891 · 1892 · 1893 · 1894 · 1895 · 1896 · 1897 · 1898 · 1899 · 1900 · 1901 · 1902 · 1903 · 1904 · 1905 · 1906 · 1907 · 1908 · 1909 · 1910 · 1911 · 1912 · 1913 · 1914 · 1915–1918 · 1919 · 1920 · 1921 · 1922 · 1923 · 1924 · 1925 · 1926 · 1927 · 1928 · 1929 · 1930 · 1931 · 1932 · 1933 · 1934 · 1935 · 1936 · 1937 · 1938 · 1939 · 1940–1945 · 1946 · 1947 · 1948 · 1949 · 1950 · 1951 · 1952 · 1953 · 1954 · 1955 · 1956 · 1957 · 1958 · 1959 · 1960 · 1961 · 1962 · 1963 · 1964 · 1965 · 1966 · 1967
↓ open tijdperk ↓
1968 (m-v-md-vd-gd) · 1969 (m-v-md-vd-gd) · 1970 (m-v-md-vd-gd) · 1971 (m-v-md-vd-gd) · 1972 (m-v-md-vd-gd) · 1973 (m-v-md-vd-gd) · 1974 (m-v-md-vd-gd) · 1975 (m-v-md-vd-gd) · 1976 (m-v-md-vd-gd) · 1977 (m-v-md-vd-gd) · 1978 (m-v-md-vd-gd) · 1979 (m-v-md-vd-gd) · 1980 (m-v-md-vd-gd) · 1981 (m-v-md-vd-gd) · 1982 (m-v-md-vd-gd) · 1983 (m-v-md-vd-gd) · 1984 (m-v-md-vd-gd) · 1985 (m-v-md-vd-gd) · 1986 (m-v-md-vd-gd) · 1987 (m-v-md-vd-gd) · 1988 (m-v-md-vd-gd) · 1989 (m-v-md-vd-gd) · 1990 (m-v-md-vd-gd) · 1991 (m-v-md-vd-gd) · 1992 (m-v-md-vd-gd) · 1993 (m-v-md-vd-gd) · 1994 (m-v-md-vd-gd) · 1995 (m-v-md-vd-gd) · 1996 (m-v-md-vd-gd) · 1997 (m-v-md-vd-gd) · 1998 (m-v-md-vd-gd) · 1999 (m-v-md-vd-gd) · 2000 (m-v-md-vd-gd) · 2001 (m-v-md-vd-gd) · 2002 (m-v-md-vd-gd) · 2003 (m-v-md-vd-gd) · 2004 (m-v-md-vd-gd) · 2005 (m-v-md-vd-gd) · 2006 (m-v-md-vd-gd) · 2007 (m-v-md-vd-gd) · 2008 (m-v-md-vd-gd) · 2009 (m-v-md-vd-gd) · 2010 (m-v-md-vd-gd) · 2011 (m-v-md-vd-gd) · 2012 (m-v-md-vd-gd) · 2013 (m-v-md-vd-gd) · 2014 (m-v-md-vd-gd) · 2015 (m-v-md-vd-gd) · 2016 (m-v-md-vd-gd) · 2017 (m-v-md-vd-gd) · 2018 (m-v-md-vd-gd) · 2019 (m-v-md-vd-gd) · 2020 · 2021 (m-v-md-vd-gd) · 2022 (m-v-md-vd-gd) · 2023 (m-v-md-vd-gd) · 2024 (m-v-md-vd-gd)
Lijst van Wimbledonwinnaars · Toernooien per editie